# Move (chanson de Little Mix)
Pour les articles homonymes, voir Move.
Singles de Little Mix
How Ya Doin'?
(2013) Little Me
(2013)
Move est une chanson du groupe britannique Little Mix, sortie le 3 novembre 2013 et publiée sur leur second album Salute. La chanson est composée par le groupe en collaboration avec Maegan Cottone et Nathan Duvall, et produite par ce dernier. Le genre mélange dance-pop et RnB s'éloignant des précédentes sons axés sur la mélodie, et présente un style plus excentrique avec des synthés basses. Le groupe déclare que la chanson parle d'un garçon qui danse et qui agit de façon trop cool pour l'école et qu'elles aimeraient qu'il bouge. Le single est mis en pré-commande sur l'iTunes Store le même jour que son passage à la radio, sans la pochette officielle. Acclamée par les critiques, les journalistes saluent la transition du groupe par rapport à leur album précédent.

## Contexte
Le groupe co-écrit la chanson avec Nathan Duvall et leur coach vocal, Maegan Cottone. Lors d'un livestream, le groupe révèle le nom du single et Jade Thirlwall décrit le processus d'écriture des chansons : « Nous nous sommes tous assis dans le studio ensemble, avons fait bouger les choses et fait des petits bruits... ».

« J'aime sa composition - c'est tellement différent qu'il faut l'écouter plusieurs fois pour s'y retrouver. 
Je ne pense pas que nous serions Little Mix si nous ne prenions pas de risque. Quand Wings est sorti, il n'y avait rien d'autre comme ça à l'époque - c'était quelque chose d'un peu différent - et nous aimons faire ça »

— Jade Thirlwall et Leigh-Anne Pinnock lors d'une interview pour MTV.

## Certifications
| Pays        | Certification | Ventes  | Références |
| ----------- | ------------- | ------- | ---------- |
| Australie   | Or            | 35 000  | [ 3 ]      |
| Brésil      | Platine       | 60 000  | [ 4 ]      |
| Royaume-Uni | Platine       | 600 000 | [ 5 ]      |